# Philip Laats
Philip Laats (Amberes, 2 de febrero de 1963) es un deportista belga que compitió en judo. Ganó dos medallas de bronce en el Campeonato Europeo de Judo en los años 1990 y 1995.
Participó en cuatro Juegos Olímpicos de Verano entre los años 1984 y 1996, sus mejores actuaciones fueron dos quintos puestos logrados en Barcelona 1992 y Atlanta 1996, ambos en la categoría de –65 kg.

## Palmarés internacional
| Campeonato Europeo | Campeonato Europeo       | Campeonato Europeo | Campeonato Europeo |
| Año                | Lugar                    | Medalla            | Categoría          |
| ------------------ | ------------------------ | ------------------ | ------------------ |
| 1990               | Fráncfort (RFA)          | Medalla de bronce  | –65 kg             |
| 1995               | Birmingham (Reino Unido) | Medalla de bronce  | –65 kg             |